# 埃德马尔
埃德马尔（葡萄牙語：Edmar，1960年1月20日—），巴西男子足球运动员，场上位置是前锋。他曾代表巴西国奥队参加1988年夏季奥林匹克运动会足球比赛，获得一枚银牌。